# یواس فودز
یواس فودز (انگلیسی: US Foods) شرکت صنایع غذایی آمریکایی است، که در سال ۱۹۸۹ تأسیس شد.